# Blokboeken
Blokboeken, ook wel xylographica genoemd, zijn korte boeken van maximaal 50 bladen, waarbij de boeken geprint worden door middel van houten printblokken. De inhoud van de boeken was bijna altijd religieus, gericht op een populair publiek, en een paar titels werden vaak herdrukt in verschillende edities met behulp van nieuwe houtsneden. Hoewel velen dachten dat blokboeken voorafgingen aan Gutenberg 's uitvinding van de drukpers met losse letters in het eerste deel van de jaren 1450, wordt nu geaccepteerd dat de meeste van de overgebleven blokboeken in de jaren 1460 werden gedrukt. of later, en dat de vroegst overgebleven voorbeelden dateren van omstreeks 1451. Ze lijken om te hebben gefunctioneerd als een goedkoop populair alternatief voor het gezette boek, dat in dit stadium nog steeds erg duur was. Enkele blokdrukken uit de voorgaande decennia omvatten vaak passages van tekst met gebeden, aflaten en ander materiaal; het blokboek was een uitbreiding van dit blokdruk van 1 "pagina". Blokboeken zijn zeer zeldzaam; sommige edities overleven alleen in fragmenten, en velen zullen waarschijnlijk helemaal niet overleven.

## Beschrijving
Blokboeken zijn korte boeken, 50 of minder bladen, die in de tweede helft van de 15e eeuw zijn gedrukt op houten blokken waarin de tekst en illustraties zijn gesneden. Sommige blokboeken, genaamd  'chiro-xylographic'  (van het Oudgrieks  cheir  (χειρ) "hand") bevatten alleen de afgedrukte illustraties, met de tekst handmatig toegevoegd. Sommige boeken zijn ook gemaakt met de illustraties die zijn gedrukt op houtsneden, maar de tekst is gedrukt van het type beweegbaar metaal, maar wordt niettemin als blokboeken beschouwd vanwege de manier waarop ze worden afgedrukt (slechts aan één zijde van een vel papier) en hun nauwe relatie met " puur "blokkeer boeken. Blokboeken worden gecategoriseerd als incunabelen, of boeken die vóór 1501 zijn afgedrukt. Het enige voorbeeld van het blokboekformulier dat geen afbeeldingen bevat, is de Latijnse grammatica van het schoolboek Donatus.
Blokboeken waren bijna uitsluitend 'gewijd aan de verspreiding van het geloof door middel van afbeeldingen en tekst' en 'geïnterpreteerde gebeurtenissen uit de Bijbel of andere bronnen in het middeleeuwse religieuze denken.' 'De houtsnede-afbeeldingen waren zelfs voor analfabeten en semi-geletterden zinvol, en ze hielpen geestelijken en predikende monniken om hun preken te dramatiseren. "

## Afdrukmethode
Blokboeken werden meestal afgedrukt als  folio's, waarbij twee pagina's op één vel papier werden afgedrukt dat vervolgens één keer werd gevouwen om te binden. Verschillende van dergelijke bladeren zouden in een andere worden ingevoegd om een verzameling bladeren te vormen, waarvan er een of meer aan elkaar zouden worden genaaid om het complete boek te vormen.

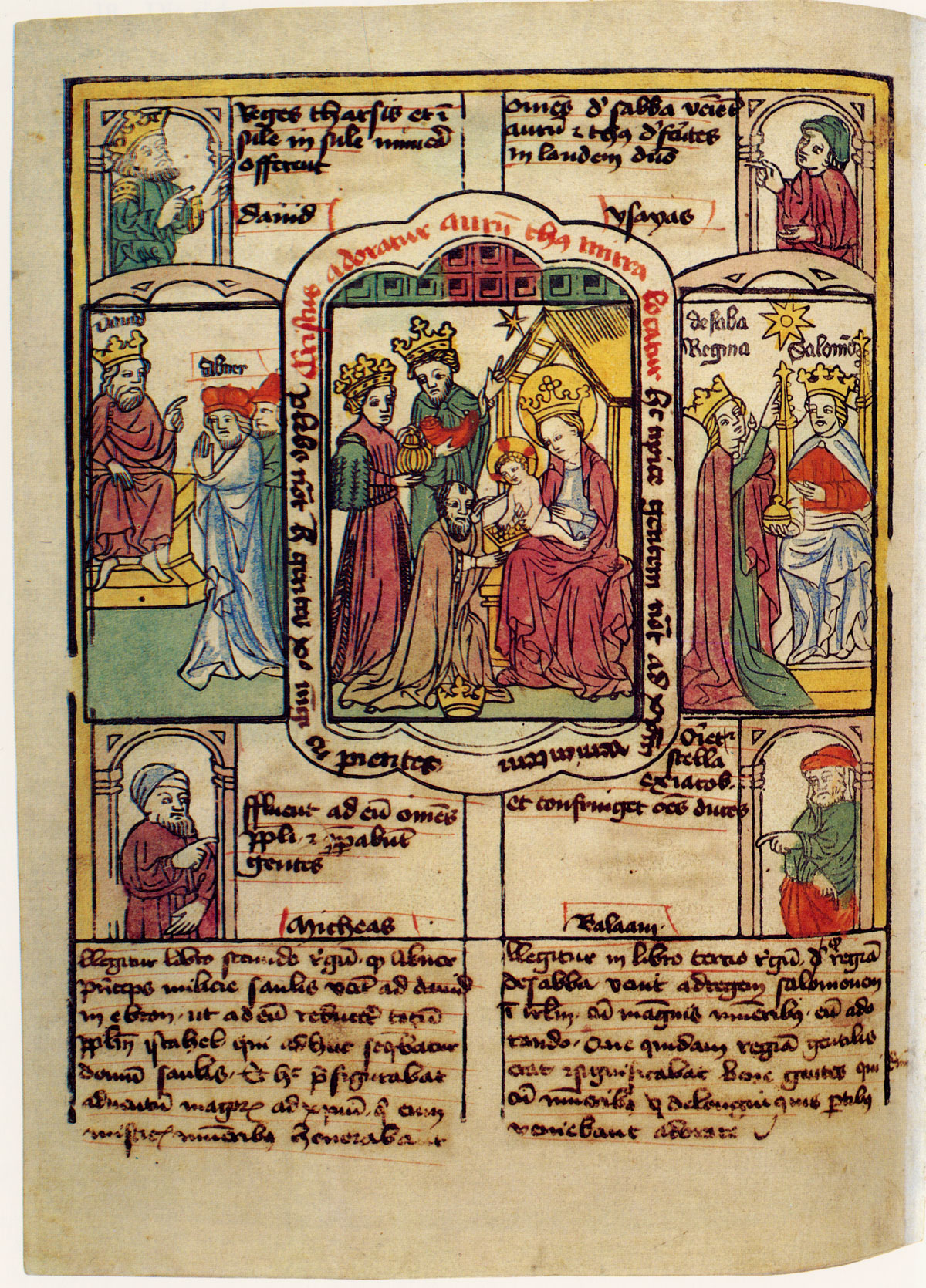
Biblia pauperum of armenbijbel, houtsnede-illustraties met manuscripttekst

De eerdere blokboeken werden afgedrukt op slechts één zijde van het papier ( 'anopistographic' ), met behulp van een bruine of grijze inkt op waterbasis. Er wordt aangenomen dat ze zijn gedrukt door wrijvingsdruk, in plaats van een drukpers. Vanwege de aard van de inkt en / of het afdrukproces was het niet mogelijk om op beide zijden van het papier af te drukken - schade zou het gevolg zijn van het wrijven over het oppervlak van de eerste zijde die moet worden bedrukt om de tweede af te drukken. Bij samenvoeging produceerden de enkelzijdige vellen twee pagina's met afbeeldingen en tekst, gevolgd door twee blanco pagina's. De blanco pagina's werden gewoonlijk samen geplakt, om een boek te produceren zonder blanco's - de Chinezen hadden dezelfde oplossing voor het probleem bereikt. In de 1470s werd een op olie gebaseerde inkt geïntroduceerd die het mogelijk maakte aan beide zijden van het papier te printen ( 'opistographic' ) met behulp van een gewone drukpers.
Blokboeken werden vaak afgedrukt met een enkel houtblok met twee pagina's tekst en afbeeldingen, of met afzonderlijke blokken met één pagina tekst en afbeelding. De illustraties werden meestal met de hand ingekleurd.
Het gebruik van houtsnedenblokken om blokboeken te drukken was houtblokdruk die eeuwenlang door de Chinezen en andere Oost-Aziatische culturen werd gebruikt om boeken te drukken, maar algemeen wordt aangenomen dat de Europese ontwikkeling van de techniek niet direct geïnspireerd was door Aziatische voorbeelden, maar in plaats daarvan ontstaan uit de enkele houtsnede, die zelf is ontstaan uit blokdruk op textiel.

## Datums en locaties van afdrukken

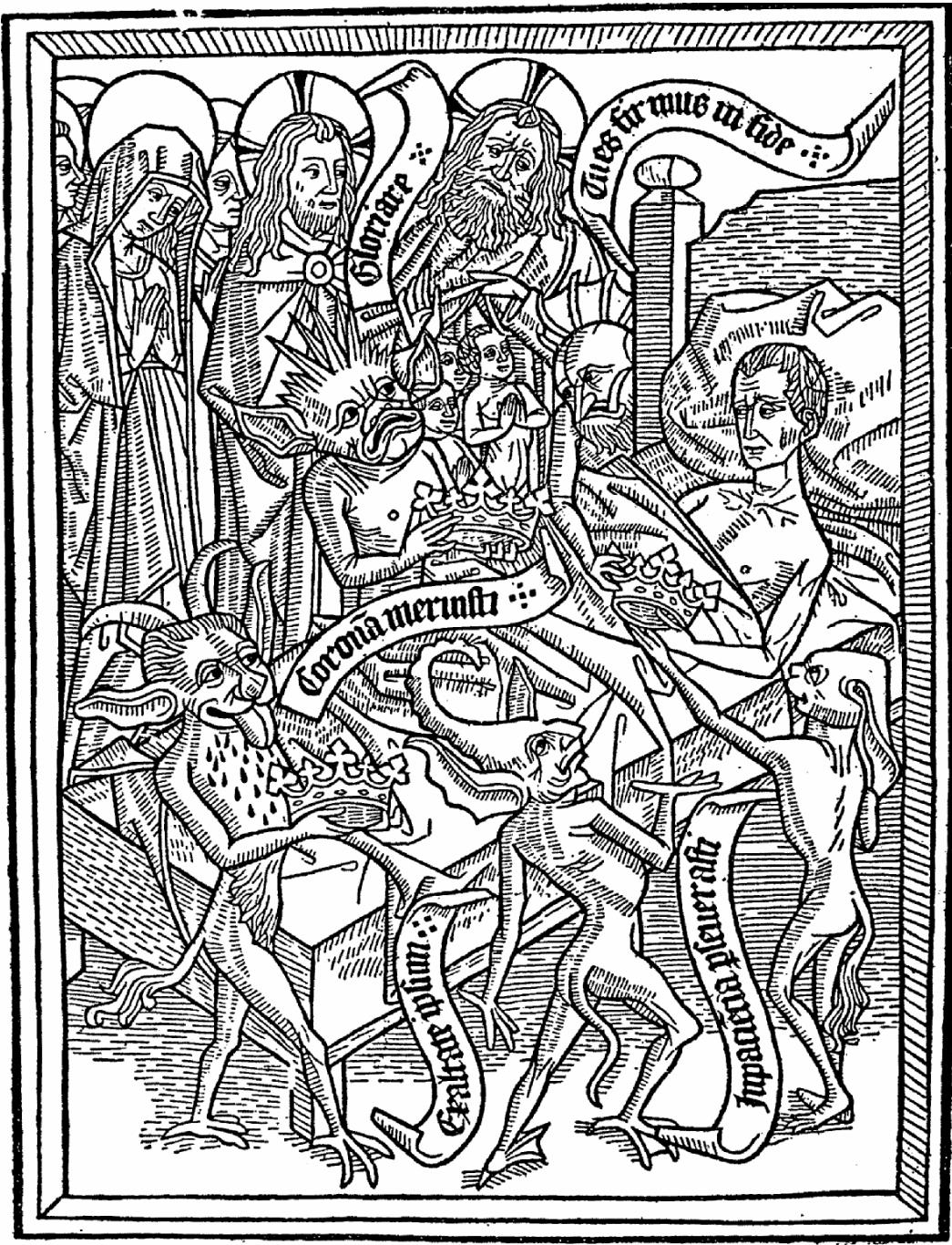
Ars Moriendi, Nederland, c. 1460

Blokboeken zijn bijna altijd ongedateerd en zonder vermelding van printer of plaats van afdrukken. Het bepalen van de datums van afdrukken en relatieve volgorde tussen de edities was een uiterst moeilijke taak. Mede vanwege hun soms ruwe uiterlijk, werd algemeen aangenomen dat blokboeken dateerden uit de eerste helft van de 15e eeuw en waren de voorlopers van het drukken op een beweegbaar metaaltype, uitgevonden door Gutenberg in de vroege jaren 1450. De stijl van de houtsneden werd gebruikt om dergelijke vroege datums te ondersteunen, hoewel nu wordt begrepen dat ze eenvoudig een oudere stijl hebben gekopieerd. Vroege schriftelijke rapporten met betrekking tot "drukken" stelden ook enkele vroege datums voor, maar zijn in feite ambigu.
Schriftelijke notaties van aankoop en rubrication data, echter, leiden geleerden om te geloven dat de boeken later zijn afgedrukt. Wilhelm Ludwig Schreiber, een vooraanstaande negentiende eeuw geleerde van blokboeken concludeerde dat geen van de overgebleven exemplaren gedateerd kon zijn vóór 1455-60. Allan H. Stevenson, door de watermerken in het papier dat in blokboeken wordt gebruikt te vergelijken met watermerken in gedateerde documenten, concludeerde dat de "hoogtijdagen" van blokboeken de 1460s was, maar dat minstens één dateerde uit rond 1451.
Blokboeken die in de jaren 1470 werden gedrukt, waren vaak van lagere kwaliteit. Blokboeken werden tot het einde van de 15e eeuw sporadisch afgedrukt. Eén blokboek is bekend omstreeks 1530, een verzameling bijbelse afbeeldingen met tekst, gedrukt in Italië.
De meeste eerdere blokboeken worden verondersteld te zijn gedrukt in Nederland en later in Zuid-Duitsland, waarschijnlijk in plaatsen zoals Neurenberg, Ulm, Augsburg en Schwaben, tussen enkele andere landinstellingen.

## Teksten
Een telling uit 1991 van overlevende kopieën van blokboeken identificeert 43 verschillende "titels" (waarvan sommige verschillende teksten kunnen bevatten)., een klein aantal teksten was erg populair en samen vertegenwoordigen ze de overgrote meerderheid van de overgebleven exemplaren van blokboeken. Deze teksten zijn vele malen herdrukt, vaak met behulp van nieuwe houtsneden die de eerdere versies kopieerden. Het is algemeen aanvaard dat de Apocalyps het vroegste blokboek was, waarvan één editie waarvan Allan H. Stevenson dateert uit c. 1450-52. Het volgende is een gedeeltelijke lijst met teksten, met enkele links naar gedigitaliseerde on-line exemplaren:

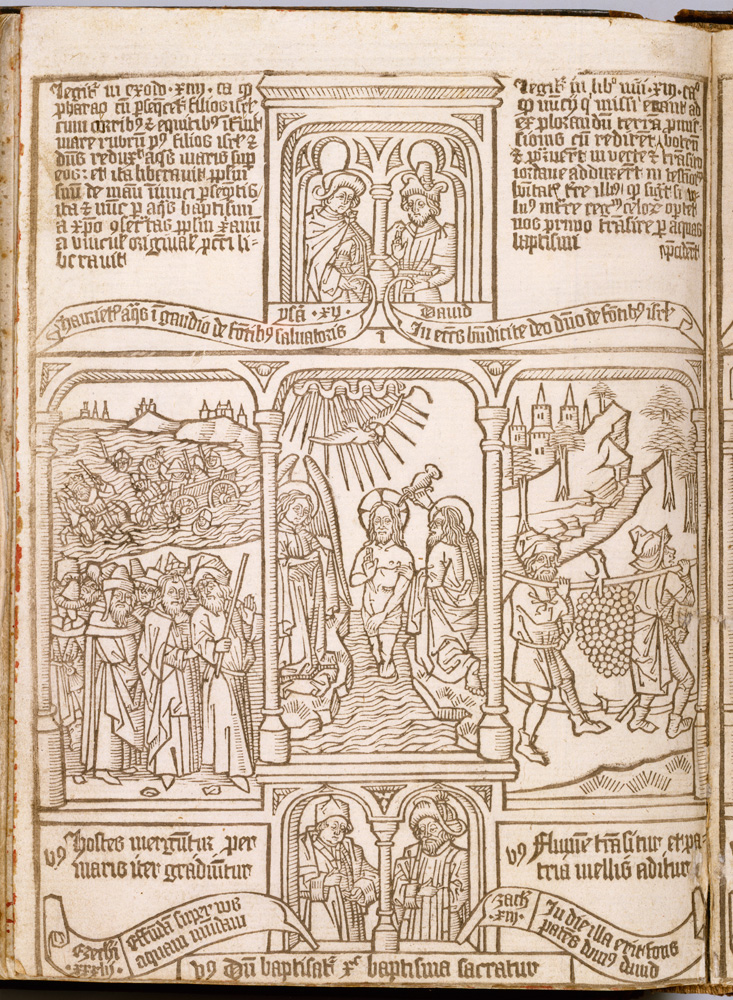
Biblia Pauperum ("Bible of the Poor")

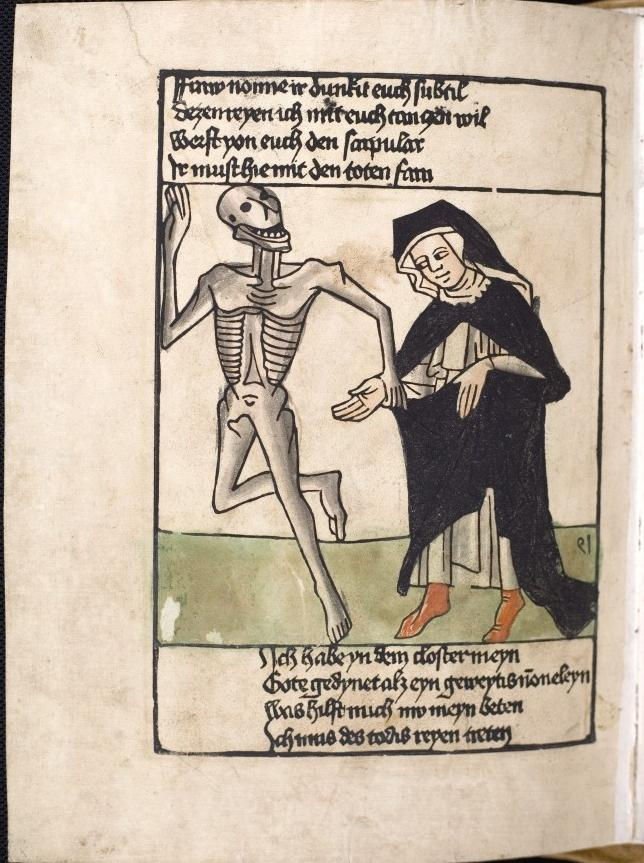
Heidelberg Dance of Death

- 'Apocalyps' , met scènes en tekst uit de Apocalyps en het apocriefe leven van St. John.[16]
- 'Ars Memorandi per figuras evangelistarum' , een anoniem werk met mnemonische afbeeldingen van gebeurtenissen in de vier evangeliën.
- 'Ars Moriendi', die advies geeft over de protocollen en procedures voor een goede dood.[17] De eerste editie van dit werk is "het grote meesterwerk van de Nederlandse blokboeken" genoemd.[18]
- 'Biblia pauperum', een vergelijking van verhalen uit het Oude en het Nieuwe Testament met afbeeldingen, 'waarschijnlijk bedoeld voor de arme (of kleinere) geestelijkheid in plaats van voor de arme leek ( of de ongeleerde). "[19]
- Canticum Canticorum.[20]
- Aelius Donatus Ars minor, een populaire tekst van de woordsoorten en het enige exclusieve tekstuele werk dat als blokboek wordt afgedrukt.
- 'Exercitium Super Pater Noster, met houtsneden en tekst die het Onzevader interpreteren.[21][22]
- Speculum Humanae Salvationis. Er is slechts één editie met een pure blokbibliotheek afgedrukt; In andere edities is de tekst afgedrukt op metaal, maar op slechts één zijde van het papier afgedrukt.[23]
- De dodendans, met dansende skeletten die verschenen voor hun slachtoffers uit verschillende klassen, beroepen en beroepen, was het onderwerp van een paar blokboeken, waarvan de beroemdste is op Universiteit van Heidelberg.[24][25]
- The Fable of the Sick Lion.[26]

Naast de bovenstaande teksten bevatten blokboeken enkele kalenders en almanakken.

## Collecties
Vanwege hun populaire karakter, overleven vandaag weinig exemplaren van blokboeken, vele bestaan alleen in unieke kopieën of zelfs fragmenten. Blokboeken hebben een intensieve wetenschappelijke studie gekregen en veel blokboeken zijn gedigitaliseerd en online beschikbaar.
De volgende instellingen hebben belangrijke verzamelingen van blokboeken (het aantal voorbeelden omvat fragmenten of zelfs enkele bladen en is afkomstig van Sabine Mertens et al., Blockbücher des Mittelalters, 1991, pp. & 355; 395, behalve wanneer een voetnoot een andere bron is):
- Bibliothèque Nationale de France, Parijs. 49 voorbeelden.
- Bavarian State Library, München. 46 voorbeelden.
- British Library, Londen. 44 voorbeelden.
- Morgan Library, New York. 24 voorbeelden.
- State Museum Kupferstichkabinett (Printroom), Berlijn. 20 voorbeelden.
- John Rylands University Library, Manchester. 17 voorbeelden.
- Oostenrijkse nationale bibliotheek, Wenen. 16 voorbeelden.
- Universiteitsbibliotheek Heidelberg. 12 voorbeelden.
- Rijksmuseum, Den Haag.[bron?] 11 voorbeelden.
- Herzog August Bibliothek, Wolfenbüttel. 11 voorbeelden.
- Lessing Rosenwald -collectie in de Library of Congress. 10 voorbeelden.[28]
- Universiteitsbibliotheek Ludwig Maximilian, München. 10 voorbeelden.
- Bodleian Library, Oxford. 8 voorbeelden.[29]
- Biblioteca de Catalunya, Barcelona. Drie houtblokken voor het afdrukken van 16de-eeuwse blokboeken en één gedrukt  bull.[30]